# Max Hecker

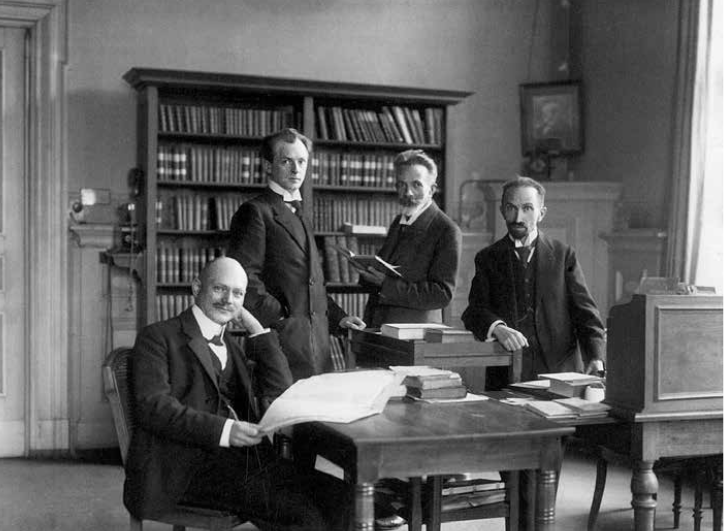
Vier Weimarer Germanisten: Max Hecker, Hans Wahl, Hans Gerhard Gräf und Julius Wahle (um 1918). Foto von Louis Held.

Max Franz Emil Hecker (* 6. April 1870 in Köln; † 9. April 1948 in Weimar) war ein deutscher Philologe, Literaturhistoriker und Archivar. Er war 46 Jahre für das Goethe- und Schiller-Archiv in Weimar tätig und an der Herausgabe von mehr als 200 Publikationen beteiligt.

## Leben
Hecker studierte in Bonn Germanistik, Anglistik und Philosophie. Seine Doktorarbeit galt dem Philosophen Arthur Schopenhauer. Auf dieses Werk wurde der in Weimar lebende Kaufmann und Schopenhauer-Liebhaber Wilhelm Stavenhagen aufmerksam, der Vater des Komponisten Bernhard Stavenhagen, einem Schüler von Franz Liszt. Der lud ihn mehrere Wochen nach Weimar ein, wo Hecker auch Bernhard Suphan kennenlernte, den Direktor des Goethe- und Schiller-Archivs. Suphan bot ihm an, in Weimar an der wissenschaftlichen Erfassung und Auswertung des Goetheschen Erbes mitzuwirken.
Hecker kam am 1. April 1900 an das Goethe- und Schiller-Archiv nach Weimar – als freier Mitarbeiter. Daraus wurde eine Tätigkeit bis zum Lebensende. Seine rastlose Arbeit für die Sophien-Ausgabe (später: Weimar-Ausgabe) der Goethe-Werke begann mit dem Kommentar zu Achilleis. Zu Heckers Kollegen gehörten beispielsweise Bernhard Suphan und Julius Wahle. Von 1924 bis 1936 war er zudem Herausgeber des Goethe-Jahrbuchs der Goethe-Gesellschaft.

## Werk
Anlässlich des 70. Geburtstags von Max Hecker ließ Anton Kippenberg, der Leiter des Insel-Verlages, in einem Bändchen namens Haec otia fecit (= Die Muße vollbrachte dies) die Bibliographie des Jubilars veröffentlichen – die Zusammenstellung sämtlicher Publikationen dieses schaffensreichen Gelehrtenlebens umfasste mehr als 200 Veröffentlichungen. Max Hecker veröffentlichte außerdem nach jahrelanger Feierabend-Arbeit sein „Rotes Buch“: Er hatte sämtliche Zeitungen der Stadt Weimar, die zwischen 1775 und 1832 veröffentlicht wurden, ausgewertet und Hunderte Notizen zu Lebensdaten, Beförderungen und Schicksalswendungen jener Bürger gesammelt, die Zeitgenossen Goethes waren. So entstand eine einzigartige Sammlung von Lebensläufen in Weimar zu Goethes Zeit.

## Ehrungen

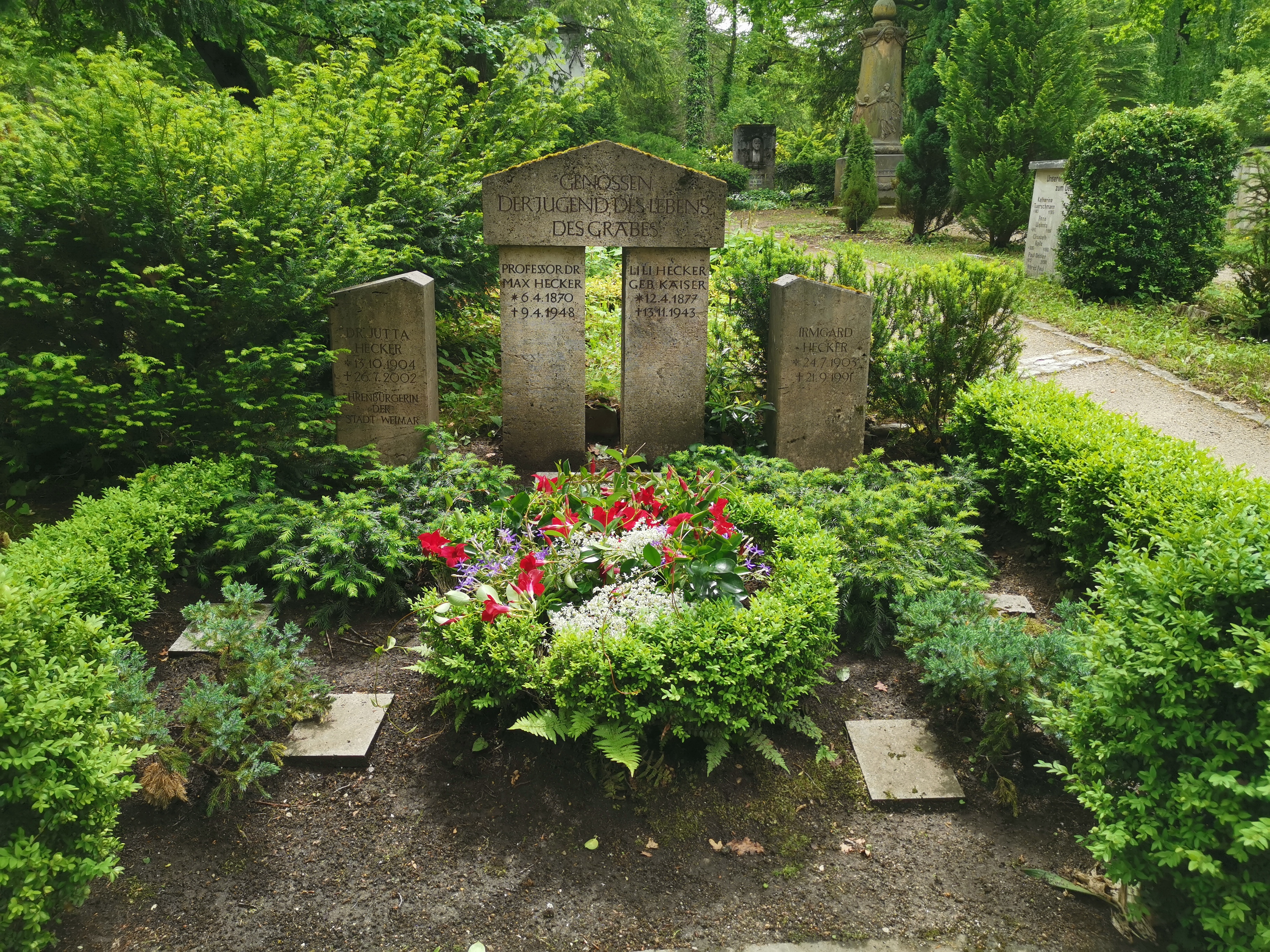
Grabstätte unweit der Weimarer Fürstengruft

Hecker wurde frühzeitig Professor. Am 29. Mai 1920 wurde er mit der höchsten Auszeichnung der Goethe-Gesellschaft Weimar, der Goldenen Goethe-Medaille, geehrt. 1932 lud die italienische Regierung Max Hecker als einen von drei Goethe-Gelehrten zur Einweihung der „Casa di Goethe“ ein. Hecker ist Ehrenbürger der Universität Jena. Zum 1. Mai 1937 wurde Max Hecker von Adolf Hitler die Goethe-Medaille für Kunst und Wissenschaft verliehen.

## Familie
Max Hecker war mit Lili Hecker geb. Kaiser (1877–1943) verheiratet; das Ehepaar hatte drei Kinder: Wolfgang, Irma und die  Schriftstellerin Jutta Hecker. Die Familie wohnte ab 1936 in der Altenburg in der Parterre-Wohnung (in der einst Bernhard Suphan wohnte) gegenüber dem Goethe- und Schiller-Archiv.